# Lepidostoma mirabile
Lepidostoma mirabile is een schietmot uit de familie Lepidostomatidae. De soort komt voor in het Afrotropisch gebied.